# Malinówka Wielka
Malinówka Wielka, auch: Malinówka (deutsch Groß Malinowken, 1938 bis 1945 Großschmieden) ist ein kleines Dorf in der polnischen Woiwodschaft Ermland-Masuren, das gehört zur Gmina Ełk (Landgemeinde Lyck) im Powiat Ełcki (Kreis Lyck) gehört.

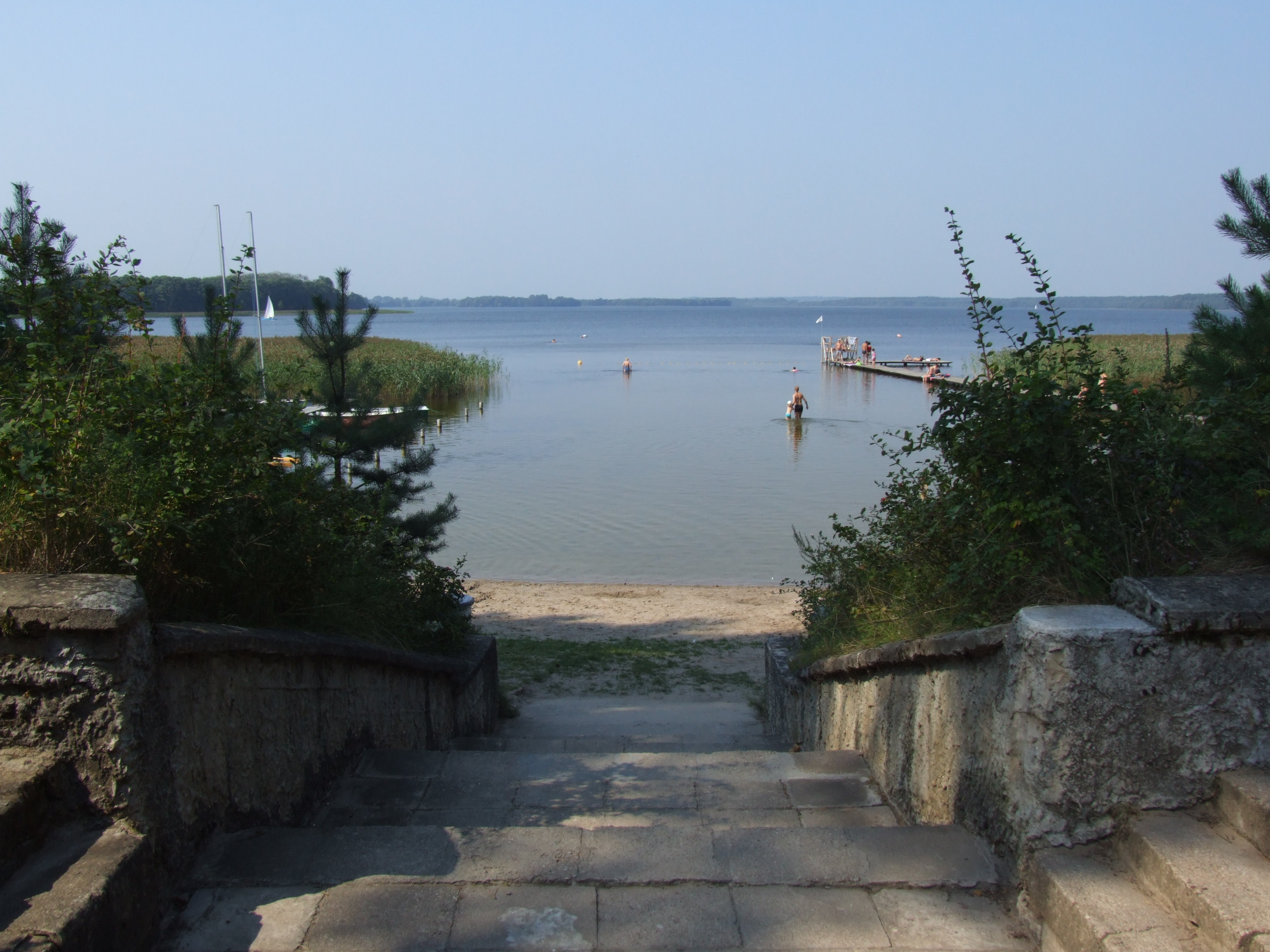
Badestelle am Jezioro Łaśmiady in Malinówka

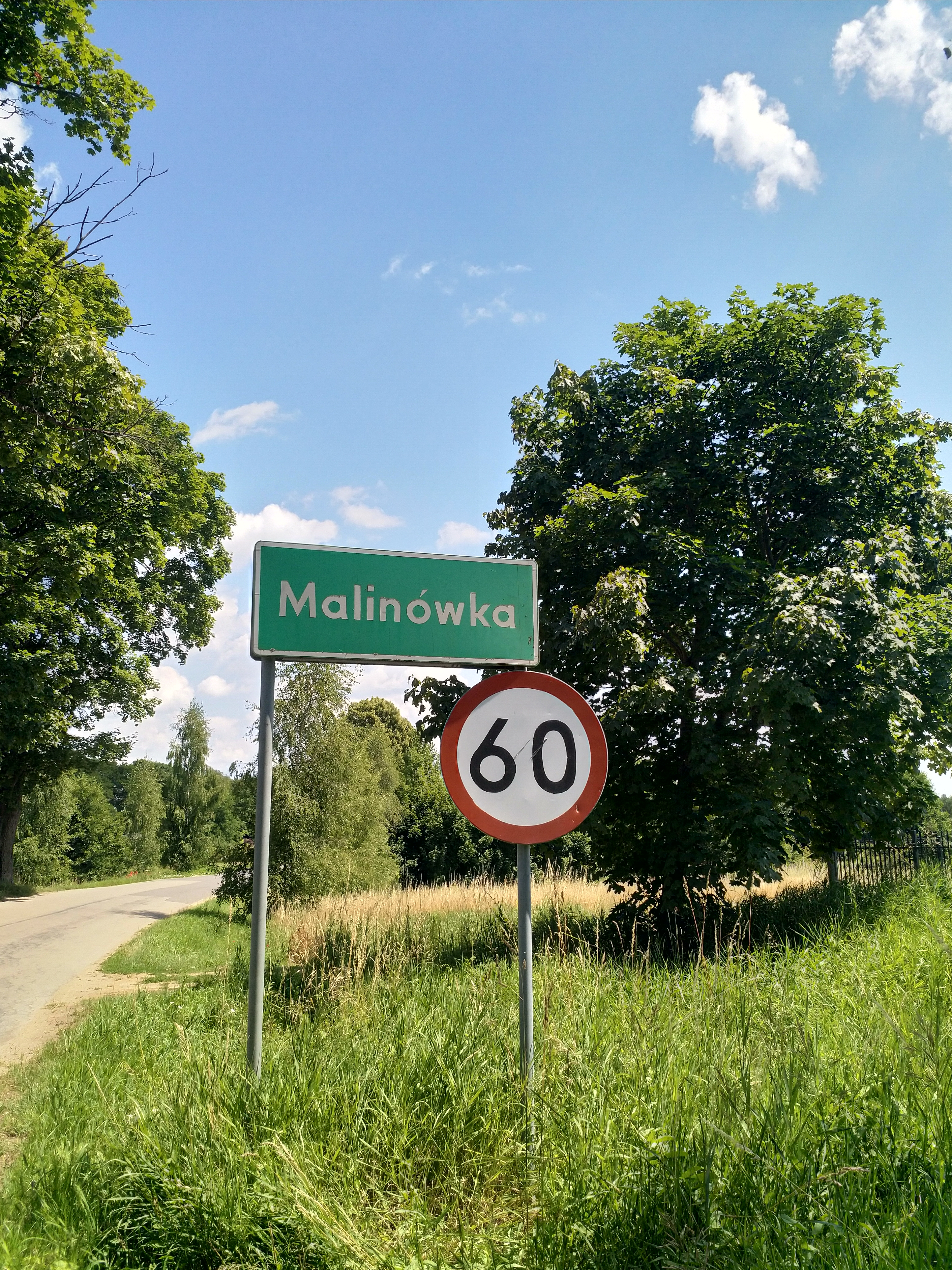
(2023)

## Geographische Lage
Malinówka Wielka liegt am Südufer des Laszmiaden Sees (1938 bis 1945 Laschmieden See, polnisch Jezioro Łaśmiady) im Osten der Woiwodschaft Ermland-Masuren, neun Kilometer nordwestlich der Kreisstadt Ełk (Lyck).

## Geschichte
Gegründet wurde Groß Malinowken – nach 1785 auch „Groß Mallinowken“ geschrieben – im Jahre 1566. Von 1874 bis 1945 war das Dorf in den Amtsbezirk Stradaunen (polnisch Straduny) eingegliedert, der zum Kreis Lyck im Regierungsbezirk Gumbinnen (ab 1905: Regierungsbezirk Allenstein) der preußischen Provinz Ostpreußen gehörte.
Im Jahr 1910 waren in Groß Malinowken 120 Einwohner registriert. Am 30. September 1928 vergrößerte sich die Landgemeinde, als der benachbarte Gutsbezirk Klein Malinowken (polnisch Malinówka Mała) eingemeindet wurde. Die Einwohnerzahl belief sich im Jahr 1933 auf 119 Aufgrund der Bestimmungen des Versailler Vertrags stimmte die Bevölkerung im Abstimmungsgebiet Allenstein, zu dem Groß Malinowken gehörte, am 11. Juli 1920 über die weitere staatliche Zugehörigkeit zu Ostpreußen (und damit zu Deutschland) oder den Anschluss an Polen ab. In Groß Malinowken stimmten 80 Einwohner für den Verbleib bei Ostpreußen, auf Polen entfielen keine Stimmen.
Am 3. Juni 1938 wurde (Groß) Malinowken aus politisch-ideologischen Gründen der Abwehr fremdländisch klingender Ortsnamen in „Großschmieden“ umbenannt. Die Einwohnerzahl im Jahre 1939 betrug 134.
In Kriegsfolge kam der Ort im Jahre 1945 mit dem gesamten südlichen Ostpreußen zu Polen und trägt seitdem die polnische Namensform „Malinówka Wielka“. Heute ist das Dorf Sitz des Schulzenamtes (polnisch sołectwo) Malinówka, in das auch das inzwischen wieder verselbständigte Malinówka Mała (Klein Malinowken, 1938 bis 1945 Kleinschmieden) einbezogen ist. Damit sind beide Orte Teile der Gmina Ełk (Landgemeinde Lyck) im Powiat Ełcki (Kreis Lyck), vor 1998 der Woiwodschaft Suwałki, seither der Woiwodschaft Ermland-Masuren zugehörig.

## Religionen
Groß Malinowken war vor 1945 in die evangelische Kirche Stradaunen in der Kirchenprovinz Ostpreußen der Kirche der Altpreußischen Union sowie in die katholische Pfarrkirche Lyck (polnisch Ełk) im Bistum Ermland eingepfarrt.
Heute gehört Malinówka Wielka zur katholischen Pfarrei Straduny im Bistum Ełk der Römisch-katholischen Kirche in Polen bzw. zur evangelischen Kirchengemeinde in Ełk, einer Filialgemeinde der Pfarrei Pisz (Johannisburg) in der Diözese Masuren der Evangelisch-Augsburgischen Kirche in Polen.

## Verkehr
Malinówka Wielka liegt an einer Nebenstraße, die Straduny (Stradaunen) an der polnischen Landesstraße 65 (einstige deutsche Reichsstraße 132) über Bałamutowo (Ballamutowen, 1934 bis 1945 Giersfelde) mit Stare Juchy (Jucha, 1938 bis 1945 Fließdorf) verbindet. 